# Wajnachowie
Wajnachowie (ludność nachska) – zbiorcza nazwa, jaką określa się blisko spokrewnionych ze sobą językowo i etnicznie Czeczenów i Inguszy. Najczęściej terminem tym posługują się przedstawiciele obydwu narodów, podkreślając pokrewieństwo i bliskość kulturową oraz językową.
Istnieją rozmaite hipotezy, wiążące Wajnachów (tj. Czeczenów i Inguszy) z rozmaitymi plemionami i ludami starożytności. Część badaczy uważa, iż przodkami Wajnachów mogli być Huryci, tworzący od III tysiąclecia przed Chrystusem aż do początku naszej ery zorganizowane państwa i ośrodki miejskie, między innymi: Mitanni, Alzi, Arrapha, Urartu. Charakterystyczne dla tej kultury były domostwa w postaci wież (baszt), wokół których lokowano całe osady (po czeczeńsku „alu”). Na ich ruiny do dziś można natknąć się na Kaukazie. 
Fakty językowe wskazują, że przodkowie Wajnachów, razem z Prasemitami byli twórcami rewolucji neolitycznej na terenie Żyznego Półksiężyca.
Wspólne Czeczenom i Hurytom jest posługiwanie się przedrostkiem „nach”, który stanowi część nazw różnych miejscowości. Zgodnie z etymologią ludową ma on pochodzić od imienia proroka Noha (tj. Noego). Jeden z jego synów – Jafet – miał być wedle legendy protoplastą tego ludu.